# Aspidella
Aspidella ist ein scheibenförmiges Fossil unklarer systematischer Stellung aus dem erdgeschichtlichen Zeitalter des Ediacariums.

## Etymologie
Der Gattungsname Aspidella leitet sich ab vom Lateinischen Diminutiv des altgriechischen ἀσπίς – Aspis – mit der Bedeutung „Rundschild“. Der Artname terranovica ist lateinisch („aus dem neuen Land stammend“) und bezeichnet die Typlokalität Neufundland.

## Erstbeschreibung und Forschungsgeschichte
Aspidella terranovica wurde 1868 von dem schottischen Geologen Alexander Murray entdeckt. Im Jahr 1872 beschrieb Elkanah Billings erstmals Fossilien von Aspidella terranovica, die aus einem präkambrischen Aufschluss von Schwarzschiefern in der Duckworth Street von St. John’s in Neufundland stammten. Billings war damals Chefpaläontologe beim Geological Survey of Canada. Dennoch wurde sein Fund von Charles Doolittle Walcott angezweifelt, der die Ansicht vertrat, dass es sich hierbei um anorganisch gebildete Konkretionen handelte. Andere erklärten die Fossilfunde als  aus dem Sediment entweichende Gasblasen oder gar übernatürlichen Ursprungs.
Aspidella terranovica ist das erste Fossil der Ediacara-Biota, das wissenschaftlich beschrieben wurde.
Über Jahrzehnte hinweg wurden Aspidella und verwandte Fossilfunde nicht als präkambrisch anerkannt. Erst 1946 mit den Forschungsarbeiten von Reginald Claude Sprigg in den Ediacara Hills in Südaustralien konnte das präkambrische Alter der Fossilien nicht länger angezweifelt werden. Seitdem wurden vergleichbare Fossilien an mehreren Fundstätten weltweit angetroffen und gelten als sichere Zeugen für mehrzelliges Leben im ausgehenden Präkambrium.

## Beschreibung
Die Gattung Aspidella ist ein scheibenförmiges Fossil mit konzentrischen Ringen und/oder Radialstrahlen. Der Durchmesser der Scheibe kann 1 bis 180 Millimeter betragen. Meist werden Durchmesser von 4 bis 10 Millimeter erreicht. Die Scheiben können auch elliptische Gestalt annehmen, mit langer Halbachse von 30 bis 80 Millimeter und kurzer Halbachse von 10 bis 40 Millimeter. Im Zentrum befindet sich meist eine Protrusion. Die Scheibenränder werden von deutlichen konzentrischen Ringen und radialförmigen Rippenmustern hervorgehoben.

## Verbreitung
Aspidella wird neben der Typlokalität St. John’s (Fermeuse-Formation der St. John’s Group) auf der Bonavista Peninsula und am Mistaken Point (Mistaken-Point-Formation der Conception Group)  in Neufundland angetroffen. Weitere Funde stammen aus der Twitya-Formation in British Columbia und aus der Albemarle Group von North Carolina. Auch aus dem Rawnsley Quartzite in Südaustralien ist das Taxon bekannt.

## Alter
Aspidella-Fossilien finden sich in Schichten, die mit 610 bis 555 Millionen Jahren BP datiert werden. Beispielsweise haben die Fossilien aus der Mistaken-Point-Formation ein Alter von 565 ± 3 Millionen Jahren BP und die Fermeuse-Formation wird mit 560 Millionen Jahren BP eingeschätzt. Etwas fraglichen Funden aus Kasachstan wird sogar ein Alter von 770 Millionen Jahren BP zugesprochen.

## Ökologie
Die Seltenheit großer Individuen lässt vermuten, dass Aspidella ein r-Stratege war, der eine zahlreiche Nachkommenschaft hinterließ, welche aber bereits im jungen Alter verstarb. Am häufigsten tritt Aspidella in Sedimenten des  Tiefwasserbereichs auf. Aspidella wird aber in fast allen Taphozönosen des Ediacariums angetroffen, unter anderem auch in Gemeinschaften, die oberhalb der Sturmwellenbasis angesiedelt waren. Gelegentlich lassen sich auf einem Quadratmeter bis zu 3000 Individuen finden.

## Taphonomie
Die Unter- und Oberseiten der Fossilien zeichnen sich durch eine spezifische chemische Zusammensetzung aus, die versteinerten Biofilm-Überzügen ähnelt. Das im Fossil eingeschlossene Sediment ist gegenüber der einschließenden Gesteinsmatrix an bestimmten Elementen angereichert. Eine derartige Verteilung kann mittels diagenetischer Vorgänge nach Absterben des Organismus kaum erklärt werden. Es ist daher anzunehmen, dass die Elementanreicherungen (und damit auch die Sedimentanreicherungen) noch im lebenden Zustand erfolgten.

## Verwandtschaftliche Stellung
Wie auch Ediacaria (siehe weiter unten) wurde Aspidella anfangs als Schirmqualle (Scyphozoa) angesehen. Diese Zuweisung wird aber mittlerweile abgelehnt. Es wird vielmehr vermutet, dass die Scheiben Verankerungen von Organismen waren, die im Meerwasser aufragten und vor ihrer Einbettung abgebrochen waren (so lassen sich bei einigen Exemplaren anstelle der zentralen Protrusion Stielreste erkennen). Die gängige Interpretation als Verankerungsscheiben von Farnwedel-Organismen (Frondomorpha) stammt von Gehling und Kollegen (2000). Manche Forscher befürworten jedoch eine Interpretation als mikrobielle Kolonien. Peterson und Kollegen (2003) sind der Ansicht, dass Aspidella und die ähnlichen Taxa Charnia und Charniodiscus eine Ähnlichkeit mit Schwämmen aufweisen. Menon und Kollegen (2013) verweisen neuerdings auf von Aspidella verursachte horizontale und vertikale Bewegungsspuren im Sediment und schließen daher auf einen Vertreter der Nesseltiere (Cnidaria) als Verursacher.

## Taxonomie
Morphologisch von Aspidella abweichende Formen wurden als Ediacaria oder Spriggia bezeichnet. Die Unterschiede zwischen Aspidella und der flachen, mit Ringen versehenen Spriggia wadea und der großen, radialstrahligen, konvexen Protrusionsform Ediacaria lassen sich offensichtlich auf unterschiedliche taphonomische Bedingungen zurückführen. Insbesondere Spriggia und Ediacaria dürften zu einem einzigen Taxon gehören – Spriggia wurde in kompaktem, feinkörnigem Ton versteinert, wohingegen Ediacaria auf sandigeren Sedimenten angesiedelt war.
Daneben besitzt Aspidella weitere zahlreiche Synonyme:
- Beltanella
- Cyclomedusa
- Glaessneria
- Irridinitus
- Jampolium
- Madigania
- Medusinites
- Paliella
- Paramedusium
- Planomedusites
- Protodipleurosoma
- Tateana
- Tirasiana
- Vendella